# Enotna davčna stopnja
Enotna davčna stopnja (tudi proporcionalna davčna stopnja) je tista, ki vsem enotam obdavčitve (tipično je to prebivalcem in podjetjem) nalaga enak del davka (desetina).

Kritiki trdijo, da enotna davčna stopnja pomeni manjšo obdavčitev bogatašev na račun revežev. Eden od argumentov za takšne trditve je, da ker je večina ostalih davkov (npr. davek na dodano vrednost) v praksi regresivnih, enotna davčna stopnja naredi celoten davčni sistem regresiven; se pravi, da ljudje z nižjimi dohodki plačajo večji delež svojih dohodkov glede na bolj premožne. Drug argument je, da gledamo vrednost enake količine denarja za različne skupine in ne zgolj davčno stopnjo. Medtem, ko je monetarna vrednost tolarja (ali druge valute) enaka za vse, je tolar »vreden« veliko več za nekoga, ki si težko privošči celo hrano, kot za milijonarja.